# غيلبرت شنايدر
غيلبرت شنايدر (بالألمانية: Gilbert Schneider)‏ هو راكب الكنو ألماني، ولد في 4 يناير 1965 في ترويسدورف في ألمانيا.

## وصلات خارجية
- غيلبرت شنايدر على موقع أوليمبيديا (الإنجليزية)